# طالب أباد (ليجاركي حسن رود)
طالب أباد (بالفارسية: طالب‌آباد) هي قرية تقع في إيران في البلدة المركزية. يقدر عدد سكانها بـ 1,992 نسمة .